# Шпангоут
Шпангоут (от руски: шпангоут, заето от холандски: spanthout, от spant – „ребро“ и hout – „дърво“) е напречен елемент в силовата конструкция на един корпус на кораб или във фюзелажа на летателен апарат. На български се употребява по-често думата ребро. 
Част от пространствена конструкция изграждаща корпуса на кораба (или самолета), като с него се обезпечава както напречната форма на изграждания корпус така и необходимата здравина по време на експлоатация.

## Шпангоути в корабостроенето
Още в древността при строенето на лодки и кораби са използвани такива силови елементи. Материалът е дърво и за да се получи овалът в дъното и правите бордове на плавателния съд и характерната форма на носа и кърмата, обикновено се използват огънати или съставни шпангоути (ребра). В горния си край шпангоутите са свързани помежду си така, че да се заздрави конструкцията със затворения контур, както и да служи за полагането на палубната подова настилка. Тези напречни ребра не се свързват помежду си. Те се монтират и закрепват в общата корабна конструкция от надлъжните кил, надлъжни греди от носа до кърмата наричани стрингери и обшивката. В зависимост от конструкцията на плавателния съд и материала от който е изграден, се използват различни начини за връзка между напречните и надлъжни елементи – триъгълни листове метал или дървени кници. 
Стъпката на която са разположени един от друг се нарича шпация. По правило през няколко ребра, се поставят усилени шпангоути направени от профили и с монтирани на тях напречни преградни стени. 
Номерирането на ребрата зависи от корабостроителя. В бившия СССР и в България е прието от носа към кърмата. При други корабостроители е обратно - кърмовия перпендикуляр е с номер 0 и номерацията нараства към носа.

### Теоретични ребра (шпангоути)
При начертаването на корабния корпус се ползва т.нар. теоретични ребра, често 20 на брой, представляващи напречен разрез на корпуса.

## Шпангоути в самолетостроенето
При изработването на самолетните фюзелажи от типа на фермена конструкция или полумонокок се използват такива напречни елементи. Те се изпълняват от различни профили, но обикновено формата им е кръг или овал с малка елипсовидност.
- Тяхното предназначение в първата[ неясно? ] конструкция е да обезпечат само напречното сечение на самолетния корпус. Силовите параметри се обезпечават от надлъжните лонжерони, които са свързани като една пространствена греда.
- Фюзелаж тип полумонокок е изграден от надлъжни греди – стрингери, напречни елементи – шпангоути и обшивка. Всички те участват в силовата схема на конструкцията и обезпечават здравината ѝ по време на експлоатация. Затова от съществено значение на местата на големи натоварвания и опасните сечения на този корпус – тръба е да се поставят усилени шпангоути, както и усилени вертикални или хоризонтални профили към шпангоутите, или напречни прегради във фюзелажа, ако това се вписва в предназначението на самолета.